# Puccinia gnaphaliicola
Puccinia gnaphaliicola är en svampart som beskrevs av Henn. 1899. Puccinia gnaphaliicola ingår i släktet Puccinia och familjen Pucciniaceae.   Inga underarter finns listade i Catalogue of Life.